# Nemobiopsis eugethes
Nemobiopsis eugethes är en insektsart som beskrevs av Otte, D. 2006. Nemobiopsis eugethes ingår i släktet Nemobiopsis och familjen syrsor. Inga underarter finns listade i Catalogue of Life.